# Ингеборга Норвежская
Ингеборга Норвежская (швед. Ingeborg Håkansdotter, норв. Ingebjørg Håkonsdatter; 1301 — 17 июня 1361) — норвежская принцесса, в замужестве — шведская герцогиня. Дочь Хакона V Норвежского. В 1319—1327 годах состояла в совете регентов Норвегии и в 1319—1326 годах — в совете регентов Швеции в период малолетства её сына Магнуса Эрикссона, короля Норвегии и Швеции. В 1318—1319 годах была де-факто правительницей Швеции, а в 1319—1326 годах — первой де-юре женщиной-регентом в истории Швеции.

## Жизнь

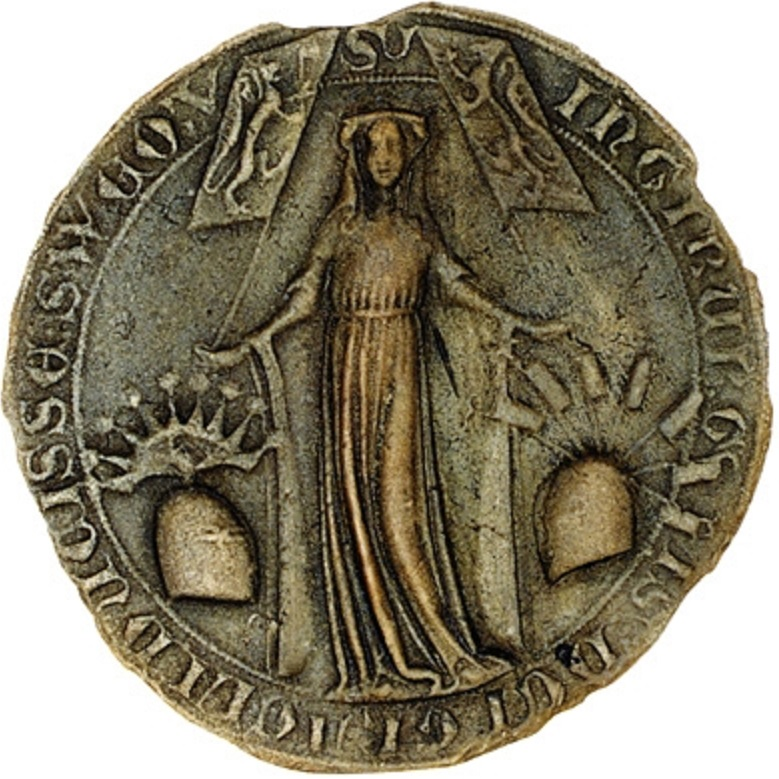
Печать герцогини Ингеборги

Ингеборга была единственной законной дочерью короля Норвегии Хакона V от его брака с Евфимией Рюгенской. В детстве она была обручена с Магнусом Биргерсоном, сыном и назначенным наследником короля Швеции Биргера I. Вскоре помолвка была разорвана по политическим причинам, а в 1305 году она обручилась с Эриком, герцогом Сёдерманландским, младшим братом короля Биргера и дядей её первого жениха. В 1312 году Ингеборга и Эрик официально поженились.
Она была очень юна, однако успела родить двоих детей от первого мужа в 1316 году и 1317 году, до того, как в 1318 году герцог Эрик был убит. Её сын Магнус Эрикссон был провозглашён королём Норвегии в возрасте трёх лет, а бразды правления были переданы Ингеборге. В семнадцать лет Ингеборга стала регентом своего сына в Норвегии.
Вскоре шведское дворянство после смещения Биргера избрало юного короля Магнуса королём Швеции, а Ингеборга стала номинальным регентом Швеции и получила место и голос в правительстве Швеции. Её титул звучал как: «Ингеборга, по милости Божьей, дочь Хакона, герцогиня королевства Швеция». Однако реальная власть была в основном сосредоточена в руках двух высших офицеров шведского королевства. Двор и резиденция герцогини Ингеборги была в Варберге.
В 1327 году Ингеборга вышла замуж во второй раз — за своего любовника Кнуда Порса (ум. 1330), дворянина не королевских кругов. В то время как Кнуду разрешили стать герцогом Халланда и владельцем наследственных имений Ингеборги, её брак стал ещё одной причиной, по которой шведы, а также всё чаще и норвежцы, не позволили Ингеборге использовать свою власть в правительствах этих королевств. После того, как её заговор с целью взять правление в свои руки и руки Кнуда и стать независимыми был раскрыт, она лишилась своей власти и должности регента в Норвегии (в 1321 году) и Швеции (в 1323 году). Тем не менее она осталась номинальным регентом Швеции и сохранила своё место в совете до 1326 года и имела место в парламенте.
Её муж был назначен герцогом Эстонии в 1329 году, но уже в 1330 году она стала вдовой. Её младшие сыновья стали герцогами Халланда. Её старший сын достиг совершеннолетия в 1332 году, и в том же году Ингеборга обеспечила (временное) шведское управление над Сконе. В 1350 году она унаследовала титул и должность от своих младших сыновей, став герцогиней Халланда.
Ингеборга умерла в 1366 году в возрасте 65 лет.

## Семья и дети
1-й муж — Эрик Магнуссон, герцог Сёдерманландский
- Магнус Эрикссон, король Норвегии и Швеции (1316—1374)
- Евфимия Шведская, герцогиня Мекленбургская (1317—ок. 1370)

2-й муж — Кнуд Порс, герцог Халланда и Эстонии
- Хакон, герцог Халланда (ум. 1350)
- Кнуд, герцог Халланда (ум. 1350)
- Бригитта, замужем за Джоном Хафторссоном, были дети[5]